# Ворота пекла, Роден
Ворота пекла, Роден( фр. La Porte de l'enfer) — спроба скульптора Родена створити монументальний декоративний портал для нового Музею декоративного мистецтва, яка, незважаючи на тридцять сім років роботи, не була доведена до логічного кінця.

## Історія
1880 року вперше Роден отримав замовлення від уряду Франції. Це був декоративний портал для споруди нового Музею декоративного мистецтва в Парижі. 
Традиція декоративно облаштовувати портал та самі двері іде від європейського середньовіччя. В середньовічній Франції було створено чимало пишно декорованих порталів при побудові міських соборів. Традиція була підхоплена в добу відродження і в Італії, де створили декілька зразків воріт, що увійшли до скарбниці італійського та європейського мистецтва. Рис класичного зразка подібних творів набули Ворота раю Гіберті для Хрещальні в місті Флоренція. Темою воріт для сакральної споруди були сюжети Старого заповіту, що логічно пов'язувались з призначенням споруди. Але акцент в декоруванні, на відміну від французів, італійці перенесли не на портал, а на рельєфи, що прикрашали самі двері. Це зменшувало термін праці над твором і яскраво висвітлювало рівень обдарованості автора від Гіберті до Джакомо Манцу і Аугусто Мурера.
Роден посів проміжні позиції в спробі створити і декоративний портал, і рельєфи для дверей. Невідповідними були і монументальні розміри твору, що сягали більше ніж шість метрів заввишки. Адже це двері не для головного собору міста, а для міського музею. Роден відмовився від біблійних сюжетів. З біблією первісно були пов'язані фігури Адама та Єви, що мали облямовувати портал. Роден бачив їх велетенського зросту, хоча за біблією вони не герої, а лише перші грішники. Пізніше скульптор відмовився від цих фігур в композиції воріт. Але «Єва»  (в сцені «Вигнання з раю») існує як окремий твір скульптора.
Головними темами воріт стали події та персонажі «Божественної комедії» Данте, теми «Страшного суду» Мікеланджело Буонарроті в Ватикані і навіть теми твору «Квіти зла» Шарля Бодлера. Неузгодженість таких різних джерел для ідеї твору не могла не вплинути негативно на ясність задуму. До того ж, неясна навіть для автора програма твору мала відіграти в порталі роль «нової» біблії.
Огюст Роден не вклався в зазначений термін і твір не був готовий до 1885 року.  Нове приміщення для декоративного музею не було створене, що стало для Родена рятівним моментом. 
Однак творчий поштовх, що його отримала свідомість митця, обумовив повільне продовження праці над порталом, котрий, за церковними аналогіями, отримав назву «Ворота пекла». Роден особисто не працював з бронзою. Стихією майстра були глина і гіпс. Більшість скульптур Огюста Родена так і залишилася в гіпсі навіть по смерті автора. Лише помічники скульптора переводили в бронзу численні  моделі Родена.
Так і «Ворота пекла» були вперше відтворені у бронзі лише по смерті Родена.
В похилому віці Огюст Роден передав усі ескізи, малюнки та фрагменти «Воріт пекла» у власність держави і уряду.

## Галерея

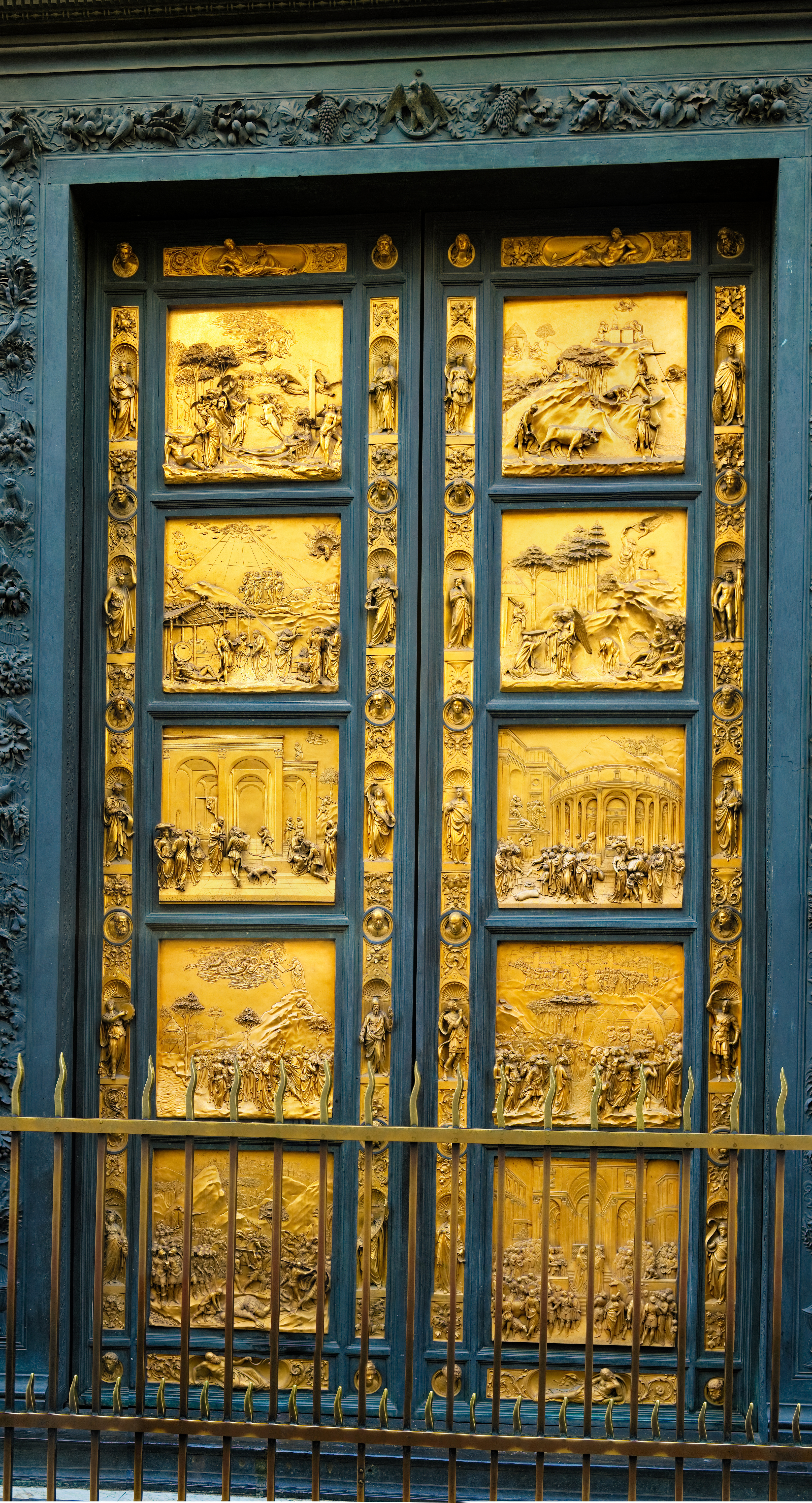
Гіберті, що зберегли співвідношення у масштабі до реальної людини
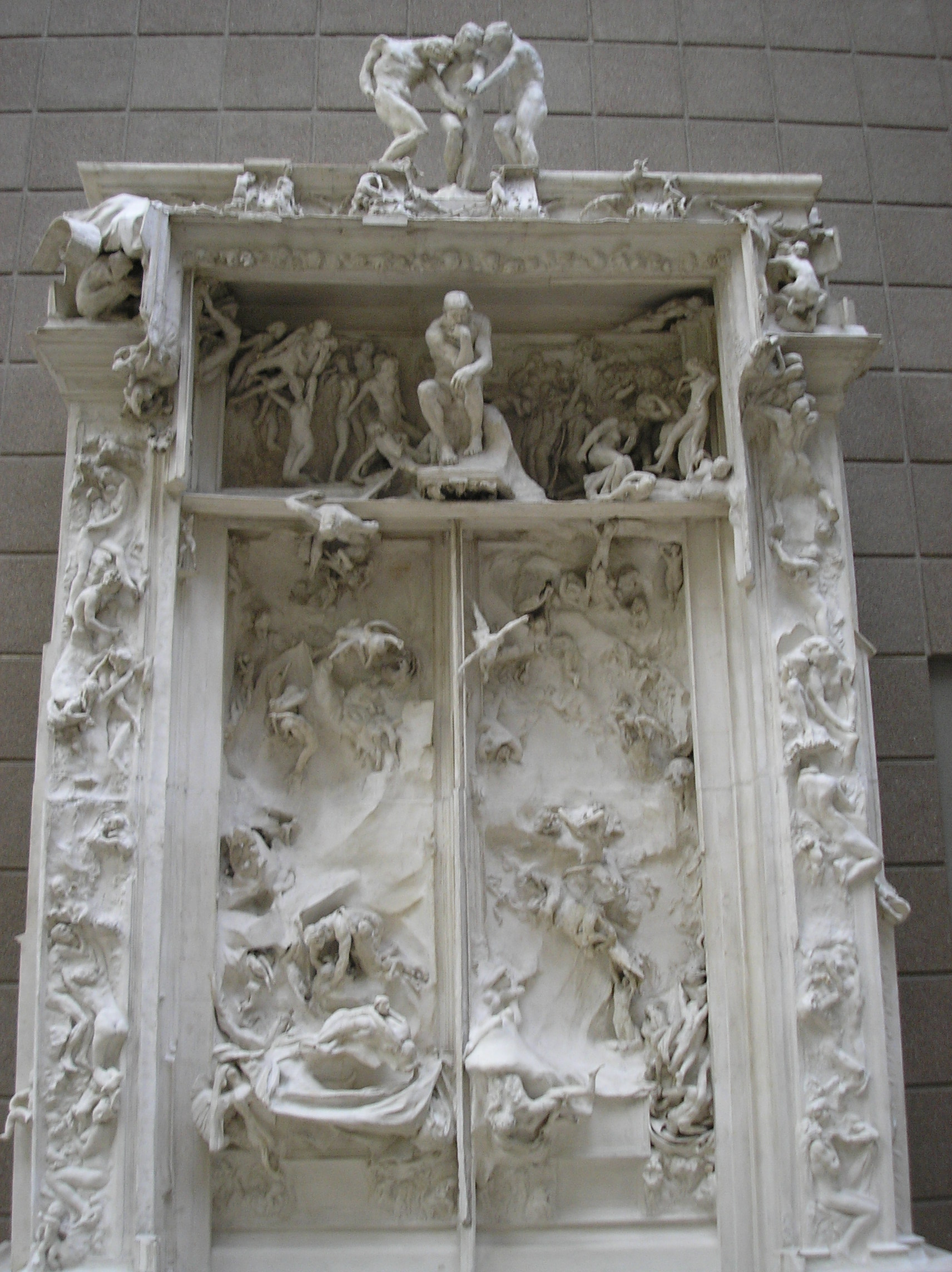
Велетенська гіпсова модель Родена, варіант, музей д'Орсе
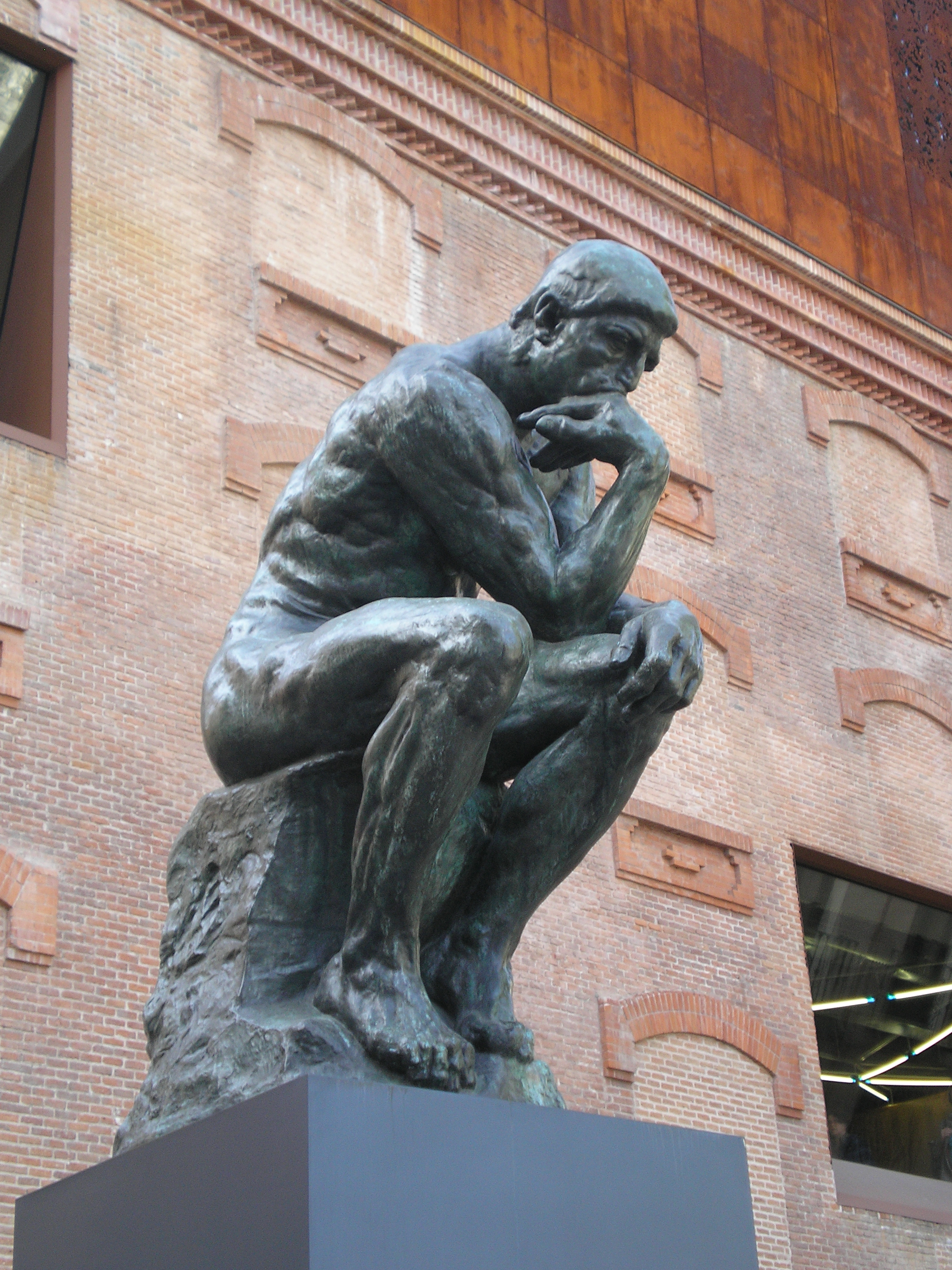
Мислитель, що став окремим твором. Первісно - уособлення поета Данте
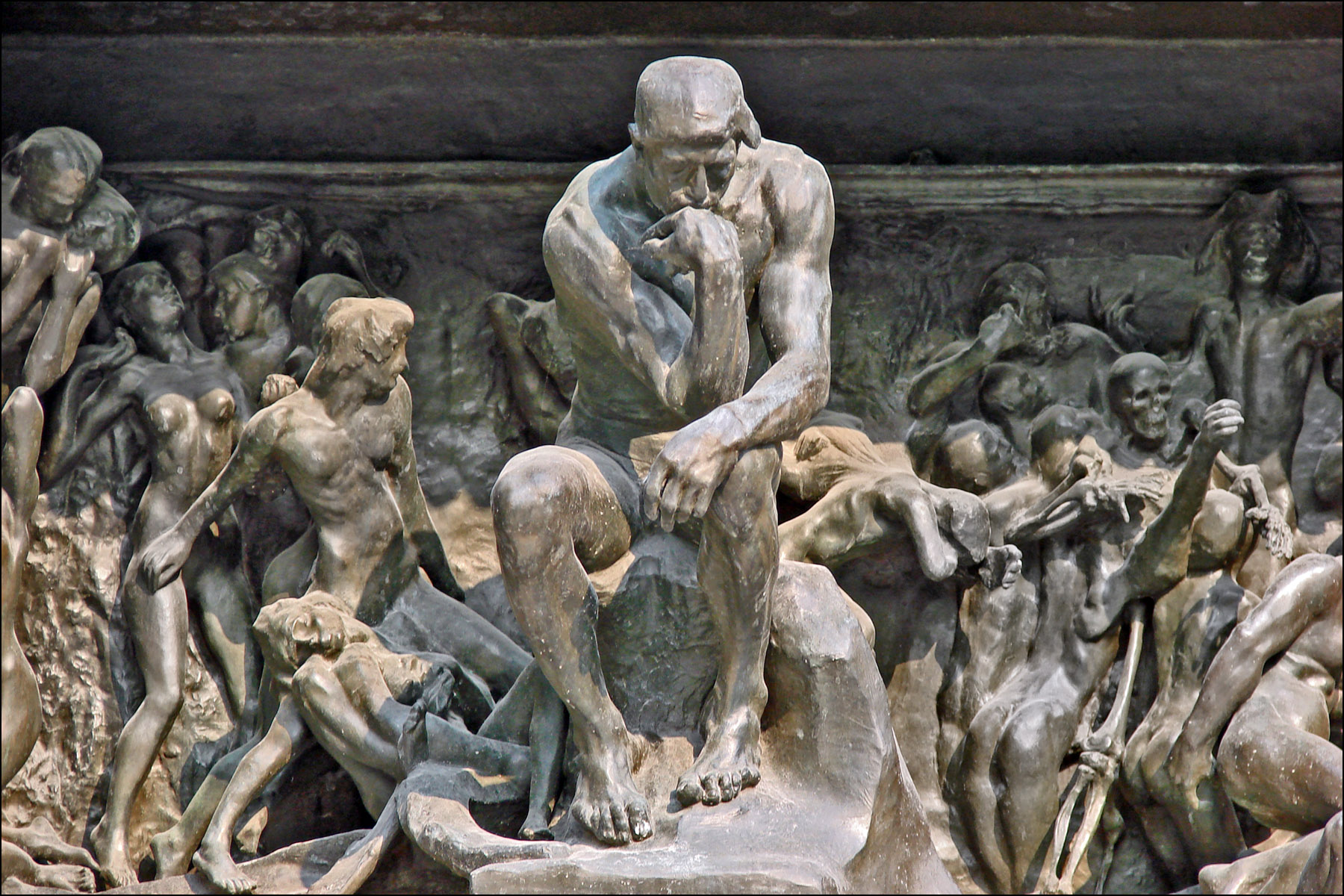
Первісне розташування Мислителя на «Воротах пекла»
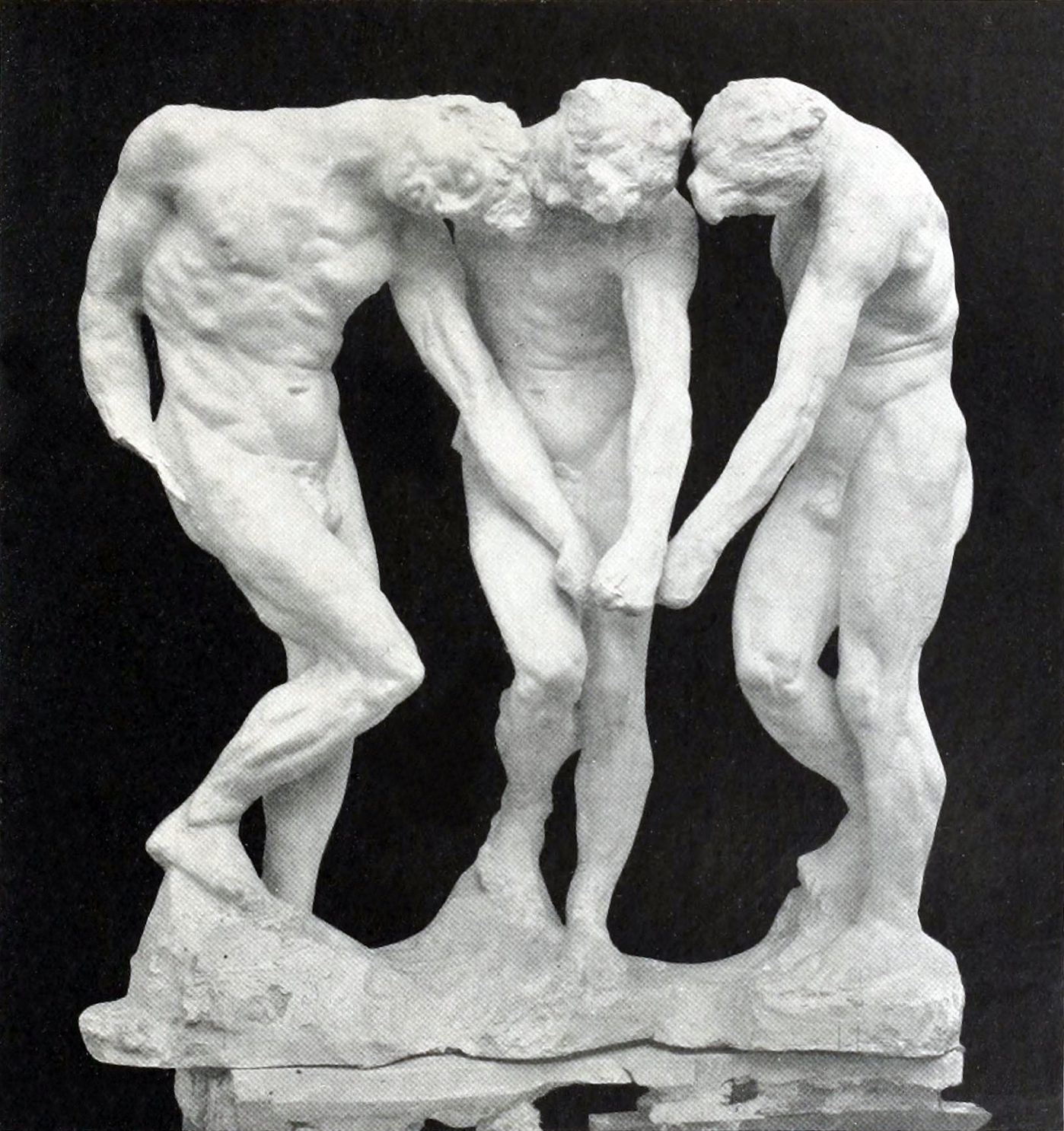
«Три тіні пекла», 1886 рік, верхівка «Воріт пекла»
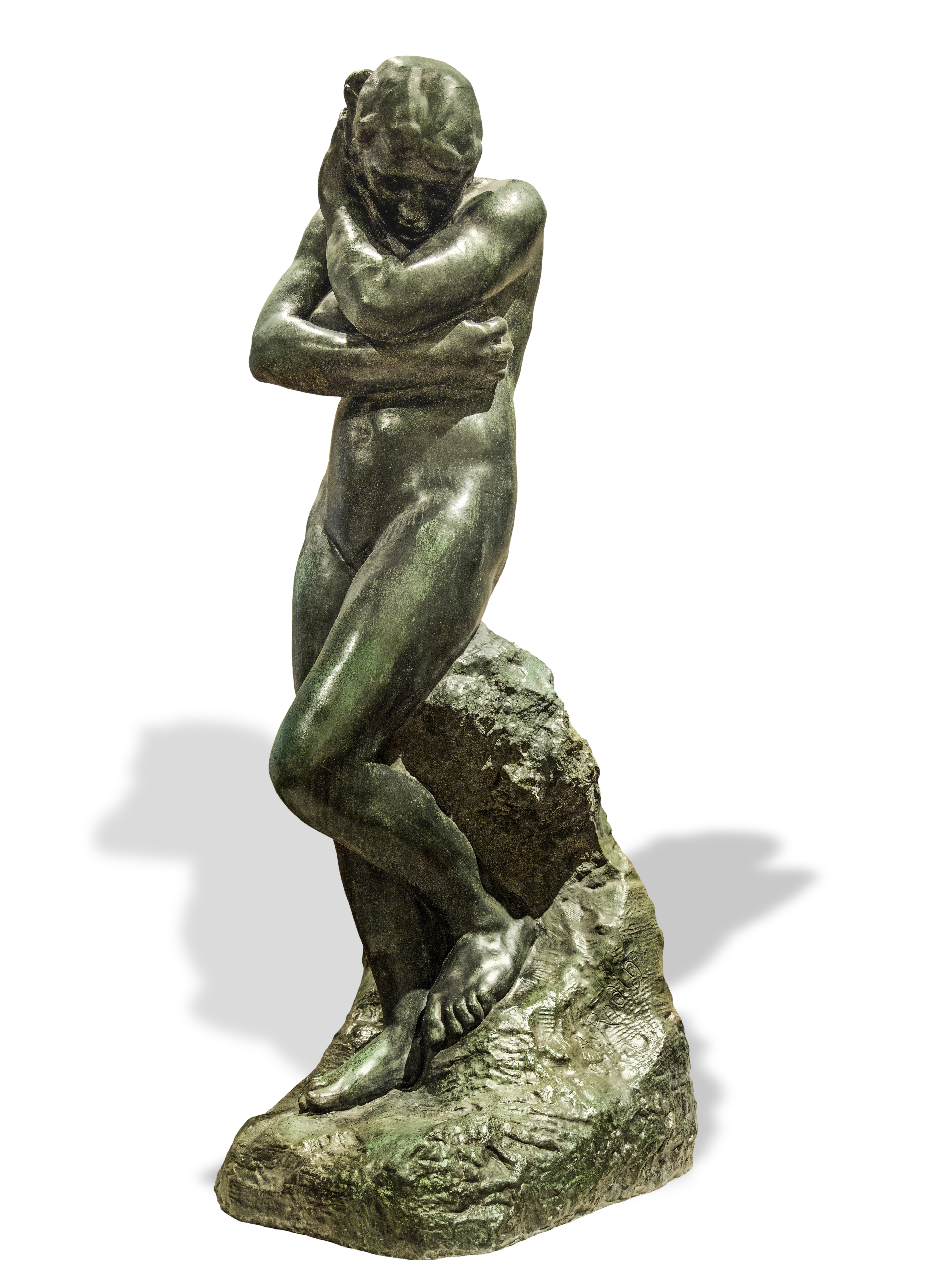
«Єва» в сцені «Вигнання з раю»